# Списък на политическите партии в Австрия
Парламентарно представени партии в Австрия са:
- Австрийска партия на свободата
- Австрийска партия на зелените
- Австрийска народна партия
- Австрийска социалдемократическа партия